# Thecopsammia elongata
Espèce
Thecopsammia elongata est une espèce de coraux appartenant à la famille des Dendrophylliidae.